# Lager Lindele

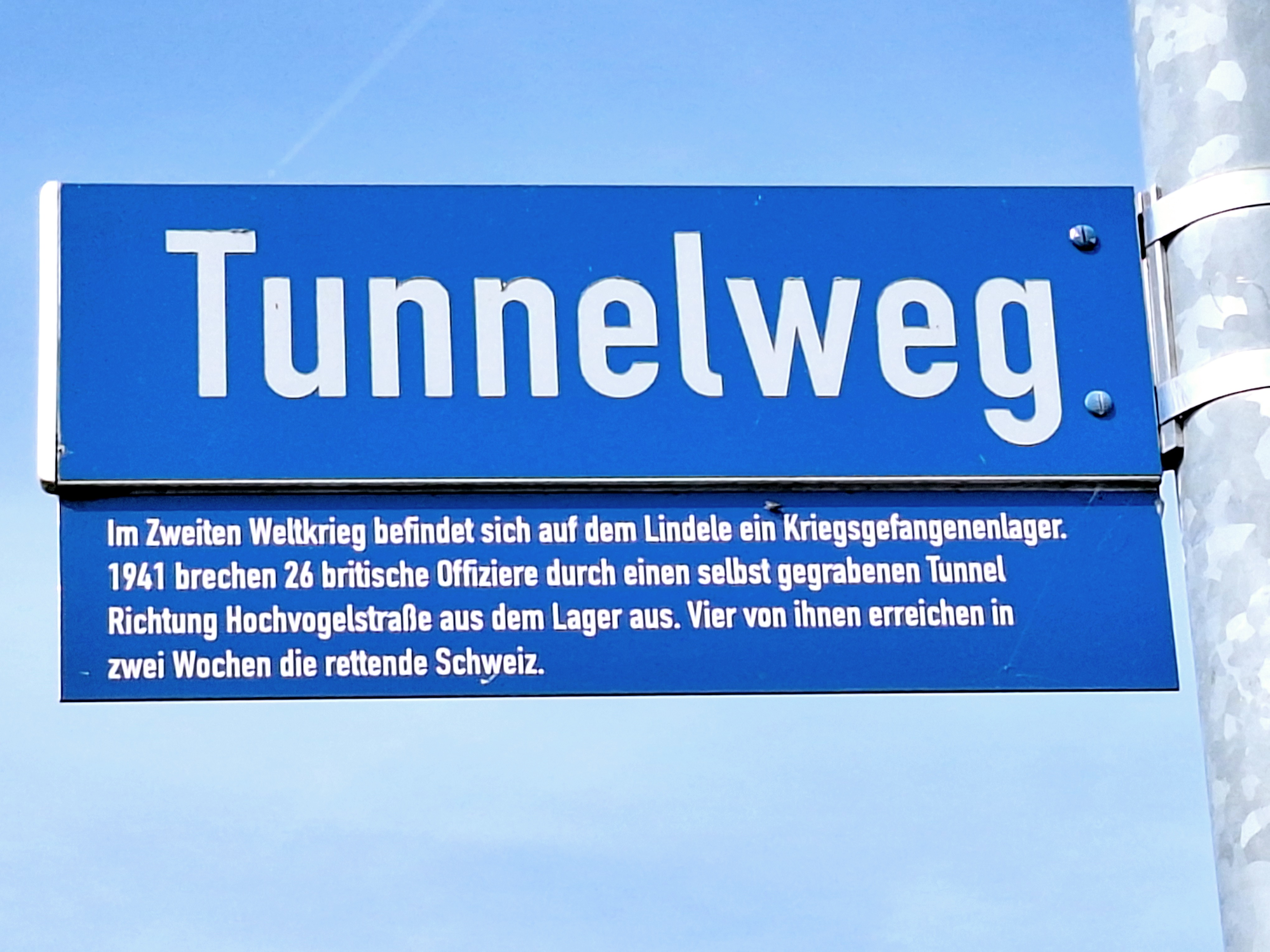
Der Tunnelweg im Wohngebiet Hochvogelstraße in Biberach an der Riß erinnert an das Lager Lindele

Das Lager Lindele war während des Zweiten Weltkriegs ein Kriegsgefangenen- und Internierungslager in Biberach an der Riß (Südwürttemberg). Im Lager waren überwiegend Deportierte aus Guernsey, einer der Kanalinseln, interniert. Im November 1944 wurden hier 149 orientalische Juden mit britischem Reisepass, die ursprünglich im italienischen KZ Giado in Libyen inhaftiert waren, eingesperrt. Im Januar 1945 kamen 133 Häftlinge aus dem KZ Bergen-Belsen dazu, vorwiegend niederländische Juden, die eigentlich als Austauschjuden in die Schweiz transportiert werden sollten. Die in dieser Zeit in Biberach gestorbenen Juden wurden 1945 auf dem jüdischen Friedhof in Laupheim begraben. Das Lager wurde am 23. April 1945 von der französischen Armee befreit.

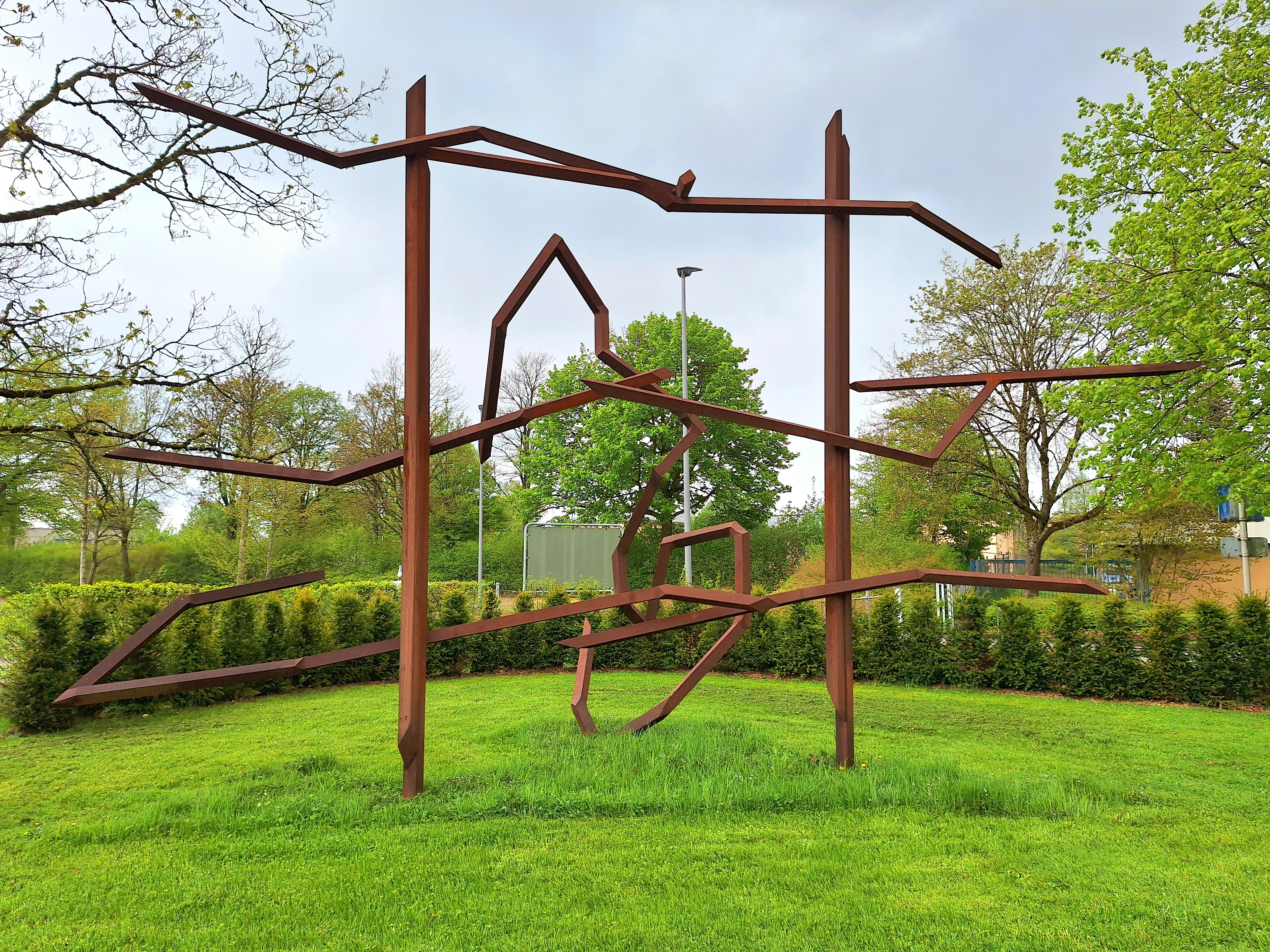
Die Skulptur „Der Schrei“ des Bildhauers Robert Schad vor der Hochschule für Polizei in Biberach an der Riß erinnert an das Lager Lindele

Das Lager wurde nach einem mit Linden bepflanzten Moränenhügel – dem „Lindele“ – benannt. Auf dem ehemaligen Lagergelände befinden sich heute Ausbildungsgebäude der Hochschule für Polizei Biberach.

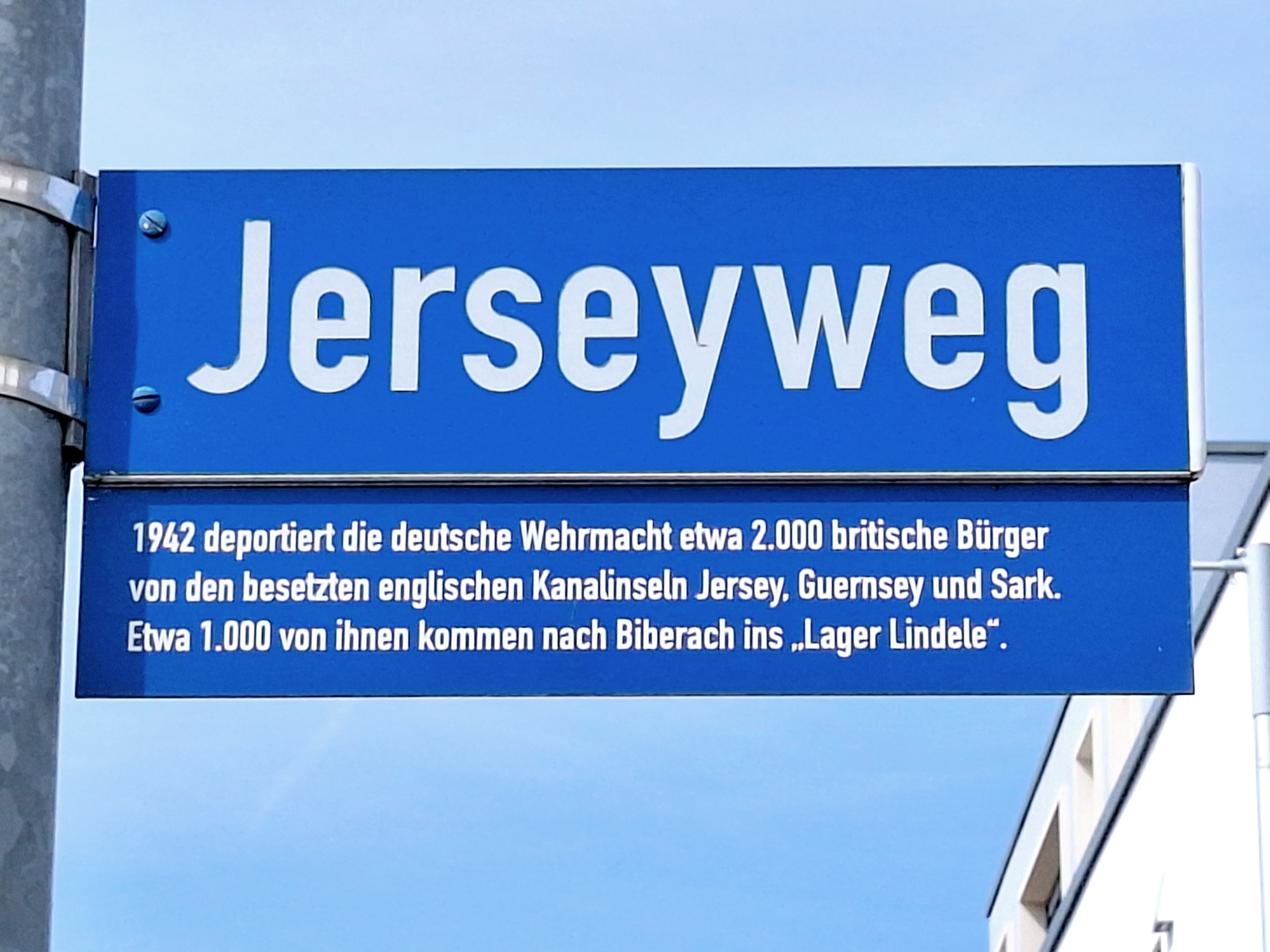
Der Jerseyweg im Wohngebiet Hochvogelstraße in Biberach an der Riß erinnert an das Lager Lindele

Am 23. April 2023 wurde die von dem Ravensburger Stahlbildhauer Robert Schad geschaffene Gedenkskulptur Der Schrei auf dem Gelände der Hochschule für Polizei in Biberach eingeweiht.
Die Straßennamen Guernseyallee, Jerseyweg und Tunnelweg im benachbarten Wohngebiet Hochvogelstraße erinnern an das Lager Lindele.
Seit 1997 besteht eine Städtepartnerschaft zwischen Biberach und Guernsey.